# Узнай меня
«Узнай меня» — советский широкоэкранный художественный фильм 1979 года, снятый режиссёром Владимиром Попковым по сценарию Аркадия Инина и Александра Червинского на киностудии имени Александра Довженко.
Премьера фильма состоялась 25 августа 1980 года. Фильм посмотрели 100 000 зрителей.

## Сюжет
Оля влюбляется в Александра Дорохова после того, как он попросил у неё воды и сделал фото на память. Она отправляется на стройку, где он работает, надеясь, что он её узнает. После многих трудностей и перипетий она наконец раскрывается как инициативная и общественно активная девушка, но счастье находит с другим человеком.

## В ролях
- Ирина Савина — Ольга Княженко, кровельщица
- Юрий Григорьев — Александр Александрович Дорохов
- Отабек Ганиев — Рустам, шофёр, романтик и поэт
- Семён Морозов — Виктор Иванович Мурашко, бригадир кровельщиков
- Наталья Каресли — Нина
- Александр Мовчан — начальник строительства
- Юрий Рудченко — Юрий Иванович Попов
- Людмила Кузьмина — комсорг бригады

В съёмках фильма принимали участие члены бригады мотороллерного участка второго управления «Спецстроймонтаж» города Набережные Челны Татарской АССР.

## Съёмочная группа
- Режиссёр: Владимир Попков
- Сценаристы: Аркадий Инин, Александр Червинский
- Оператор: Валерий Грозак
- Художник: Вячеслав Капленко
- Звукорежиссёр: Виктор Брюнчугин
- Композитор: Александр Зацепин

В фильме звучит музыка в исполнении рок-группы «Аракс».